# Happy Hardcore
Happy Hardcore (kurz: HHC) ist ein im Gegensatz zum normalen Hardcore Techno „fröhlicher“ Stil, der dennoch eine hohe Geschwindigkeit (i. d. R. 160 bis 180 BPM) aufweist. Typisch für viele Happy-Hardcore-Titel sind schnelle Piano-Refrains, Breakbeat-Elemente und weiblicher Gesang. Letztere sind bei einigen älteren Titeln transponiert und stammen häufig aus bekannten Pop-Songs. Die in Happy Hardcore verwendeten Stilmittel variieren jedoch und sind stark davon abhängig, wann und wo ein Titel produziert wurde. So werden auch fröhliche Breakbeat-Tracks und irritierenderweise des Öfteren auch fröhliche Tracks, die keine verzerrten Hardcore-Techno-Bassdrums enthalten, als Happy Hardcore bezeichnet.

## Geschichte
Seinen Ursprung hat „Happy Hardcore“ in Großbritannien. Dort entstand Anfang der 1990er Jahre Hardcore, ein Musikstil, der zu gleichen Teilen von Techno, Reggae und Hip-Hop beeinflusst ist. Um 1993 spaltete sich diese Musik in verschiedene Stilrichtungen auf: u. a. Jungle (wurde später zu Drum and Bass) und Happy Hardcore. Britischer Happy Hardcore ähnelte ursprünglich sehr seinem Verwandten Jungle: polyrhythmische Percussion-Samples (Breakbeat), sehr tiefe glissandierende Bässe, in der Regel kein durchgeschlagener Beat. Zusätzlich enthielt er jedoch „fröhliche“ Stilelemente, die beim Jungle fehlten: synkopierende E-Pianos, Flächen, gepitchte Vocal-Samples. Ein Label, das für diese Art Happy Hardcore bekannt ist, ist Luna-Cs Kniteforce Records.
Während dieser Musikstil vor allem in England beliebt war, wurde in Schottland härtere Musik bevorzugt. So kam es, dass der Musikproduzent Scott Brown den niederländischen Hardcore Techno nach Großbritannien „importierte“ und mit den bereits genannten Stilmitteln des Happy Hardcore anreicherte: Bouncy Techno (ein in der Szene allerdings nicht weit verbreiteter Begriff) war geboren. Aufgrund der Präsenz von Scott Brown in der niederländischen Szene wurde diese Musik auch dort beliebt. Zahlreiche niederländische Musikproduzenten wie Paul Elstak oder The Prophet produzierten neben regulärem Hardcore Techno auch Happy Hardcore. In einer weiteren Entwicklungsstufe wurde diese Musik zu einem charttauglichen Stil, dem viele der härteren Stilmittel des Hardcore Techno komplett fehlten: Auch in Kontinentaleuropa gab es nun einen Musikstil namens „Happy Hardcore“.
Die Musik von Scott Brown zeigte aber auch eine starke Wirkung in der britischen Happy-Hardcore-Szene: Die Breakbeats verschwanden und wichen Beats im 4/4-Takt (auch „Four to the floor“ genannt) und die in Holland beliebte verzerrte Hardcore-Techno-Bassdrum dominierte fortan viele Tracks. Das Ergebnis ist ein Musikstil, der dem kontinentaleuropäischen Happy Hardcore stark ähnelt und dem die Wurzeln im Hardcore kaum noch anzumerken sind. Die beiden Strömungen haben sich also praktisch vereint.
Eine Sonderrolle spielte zu dieser Zeit Deutschland. Dort war Happy Hardcore nie eine Szenebewegung, stattdessen wurde diese Musik konsequent kommerziell produziert. Acts wie Scooter und Blümchen produzierten mehrere Happy-Hardcore-Charthits. Meist enthielten solche Tracks jedoch keinen typische Hardcore-Techno-Bassdrum. Weitere Vertreter des „weicheren“ Happy Hardcores waren Dune, Dolls United, Das Modul, DJ Paul Elstak, Party Animals, Gabber Piet und Hakkûhbar. In den Jahren 1995 bis 1997 herrschte in großen Teilen Europas ein regelrechter Happy-Hardcore-Boom. In diesem Zusammenhang war auch der Sammelbegriff Rave verbreitet.
Während Happy Hardcore in Kontinentaleuropa seit 1997 rasch von der Bildfläche verschwand, blieb die Musikrichtung in Großbritannien weiterhin beliebt, entwickelte sich im Untergrund weiter und bildete weitere Sub-Genres wie Freeform. Allerdings wurde die von vielen als kindlich empfundene Bezeichnung „Happy Hardcore“ seit der Jahrtausendwende durch „UK Hardcore“ abgelöst.

## Stiltypische Tracks
- Stingray & Sonicdriver – As Cold As Ice (El Bruto Mix)[3]
- The Prophet – Big Boys Don't Cry[4]
- 3 Steps Ahead – Drop It[5]
- Bass-D & King Matthew – Overdose[6]
- DJ Stompy – I Believe[7]
- Dougal – Life Is Like A Dance (DJ Storm Remix)[8]
- DJ Justice – My Love (Remix)[9]
- Vinylgroover – So Good[10]
- DJ Sharpnel – Torinouta (Noise-Rave Remix) (Remix von The Speed Freak)[11]
- Dougal & Gammer – Guitar Hero[12]
- The Prodigy – Out of Space

## Bekannte Interpreten
- Al Storm
- Breeze
- Brisk
- Blümchen
- Charly Lownoise
- Darren Styles
- Das Modul
- DJ Buzz Fuzz
- DJ Gammer
- DJ Hixxy
- DJ Paul Elstak
- DJ Seduction
- DJ Sy
- DJ Waxweazle
- Dougal
- Dune
- Ham
- Luna-C
- Mental Theo
- Re-Con
- S3RL
- Scott Brown
- Scooter
- Slipmatt
- Squad-E
- Styles & Breeze
- Sy & Unknown
- Vinylgroover